# Godall (ort)
Godall är en ort i Spanien.   Den ligger i provinsen Província de Tarragona och regionen Katalonien, i den östra delen av landet, 400 km öster om huvudstaden Madrid. Godall ligger 168 meter över havet och antalet invånare är 736.
Terrängen runt Godall är platt åt nordväst, men åt sydost är den kuperad. Runt Godall är det ganska tätbefolkat, med 166 invånare per kvadratkilometer. Närmaste större samhälle är Tortosa, 18,0 km norr om Godall. Trakten runt Godall består till största delen av jordbruksmark.